# Ножкино (Саратовская область)
Ножкино — село в Петровском районе Саратовской области, входит в состав населённых пунктов Синеньского муниципального образования.

## География
Село находится в центральной части района, в 15 км северо-восточнее от города Петровск и в 105 км от областного центра Саратова.
Село расположено вдоль автодороги Петровск - Лопатино (63К-00599). Ближайшая железнодорожная станция находится в районном центре, с которым село связано рейсовым автобусом.

## Население
Согласно данным переписи на 2010 год в селе проживало 441 человек, из них 198 мужчин и 243 женщины.
| 2002 | 2010 |
| ---- | ---- |
| 519  | ↘441 |

## История
Основано помещиком. В старину «ножками» называли клин, полосу земли, вдававшуюся в чужое землевладение. Однако форма названия говорит, что в основе, видимо, фамилия Ножкин. В 1764 г. Ножкин (в документе – Ношкин) был выборным от пахотных солдат г. Петровска для передачи их наказов Уложенной комиссии, созданной при Екатерине II для работы над новым законодательством. Возможно, он или его дети и стали основателями хутора Ножкино.

## Климат
Преобладает умеренно континентальный климат.
Июль самый тёплый месяц в году со средней температурой +21 °C, а самый холодный месяц — январь, со средней температурой -10 °C.
Среднегодовое количество осадков — 580 мм.
Самая высокая температура, отмеченная в Ножкино за весь период наблюдений, +40 °C (2 августа 2010 года), а самая низкая −42 °C (2 февраля 2014 года).
| Показатель                                                                          | Янв. | Фев. | Март | Апр. | Май | Июнь | Июль | Авг. | Сен. | Окт. | Нояб. | Дек. | Год |
| ----------------------------------------------------------------------------------- | ---- | ---- | ---- | ---- | --- | ---- | ---- | ---- | ---- | ---- | ----- | ---- | --- |
| Абсолютный максимум, °C                                                             | +6   | +6   | +19  | +28  | +36 | +38  | +40  | +40  | +37  | +26  | +17   | +9   | +40 |
| Средний суточный максимум, °C                                                       | −2   | −2   | +3   | +13  | +21 | +25  | +27  | +26  | +20  | +11  | +4    | −1   | +10 |
| Средняя температура, °C                                                             | −10  | −10  | −4   | +8   | +16 | +19  | +21  | +20  | +15  | +7   | −2    | −8   | +6  |
| Средний суточный минимум, °C                                                        | −19  | −19  | −10  | +2   | +9  | +13  | +16  | +15  | +9   | +2   | −9    | −17  | +2  |
| Абсолютный минимум, °C                                                              | −41  | −42  | −34  | −17  | −8  | −1   | +4   | +2   | −7   | −15  | −31   | −40  | −42 |
| Норма осадков, мм                                                                   | 50   | 48   | 46   | 39   | 52  | 68   | 57   | 36   | 45   | 43   | 46    | 50   | 580 |
| Источник: https://www.msn.com/ru-xl/weather/forecast/in-Ножкино,Саратовская-область |      |      |      |      |     |      |      |      |      |      |       |      |     |

## Инфраструктура
На территории села работает начальная школа, дом культуры, фельдшерско-акушерский пункт, отделение почтовой связи.
На территории села расположена центральное звено коллективного хозяйства "Родина". 

## Уличная сеть
В селе несколько улиц:
ул. Лесная, ул. Зеленая, ул. Новосёлов, ул. Юбилейная, ул. Советская, ул. Школьная.